# Selmeczi György (belsőépítész)
Selmeczi György (Budapest, 1953. augusztus 14. –) belsőépítész, díszlet- és látványtervező, egyetemi oktató.

## Életpályája
Budapesten a Zalka Máté Gimnáziumban érettségizett 1971-ben. Az Iparművészeti Főiskola belsőépítész szakán szerzett diplomát 1979-ben. Mestere és témavezetője Szrogh György volt, akinek szellemisége meghatározó erővel hatott pályájára. Az Iparművészeti Főiskola elvégzését követően egyedül, majd alkotótársakkal dolgozott folyamatos belsőépítészeti és díszlettervezési feladatokon. Az Iparművészeti Főiskola Továbbképző Intézetének oklevelét 1981-ben szerezte meg. 
1985-ben SZOT Alkotói Ösztöndíjat nyert. Saját tervezőirodát alapított 1997-ben, vendéglátóhelyek, üdülőszállodák, üzletek, magánházak stb. tervezését végzi.
2004–2017 között a Kaposvári Egyetem Művészeti Főiskolai Karának oktatója, a Látványtervező Tanszék megbízott vezetője volt 2013-ban. A tanszék szellemiségét egy alkotói csoport határozta meg: Menczel Róbert, Ács János, Gyarmathy Ágnes, akikkel sok évtizedes munkakapcsolat fűzi össze.
2009-2012 között az UAT Doktori Iskoláját végzi el. Phd. doktorjelölt, disszertációjának témája: A színházművészet és képzőművészet határterületei. 
2012-2016 között a Kaposvári Egyetem Szenátusának tagja. 
Érdeklődése a képzőművészet irányában is nyitott, festményeiből kiállítás nyílt. Színházi tervezéseinél megkülönböztetésül az azonos nevű zeneszerző, zongoraművész, karmester, operarendező pályatárstól (Selmeczi György (zeneszerző)) a Selmeczi T. György nevet használta, amely az apai dédapa, Thuolt vezetéknevéből képződött.
2017-ben „Egy géniusz ifjúkora” címmel nyílt meg Neumann János emlékkiállítása az általa felkutatott Neumann-gyűjtemény alapján.
2017-2019 között az Ehrbar Relief felfedezése és annak kutatása fűződik a nevéhez. Nagy nemzetközi sajtóvisszhangot váltott ki a bejelentése, miszerint kutatásai alapján a Klimt-fivérek eme relief alkotói.

## Fontosabb belsőépítészeti munkái
- Caola-KHV székház – 1981
- Telefónia Múzeum, Budapest (Vár), 1984
- Posta Oktatási Központ és Színházterem, 1985
- Rátkai Művészklub, 1986
- Operett Színház, előcsarnok belsőépítészeti átalakítása, 2001
- Szeparé Bisztró (Bp. Nyugati pályaudvar, 2008); alkotótársa: Herédi Győző
- Iparművészeti Múzeum – Szecessziós bútorkiállítás, 2011
- DOStalgia – MMKM; 100 éves a Csárdáskirálynő, Operettszínház, 2011
- Simetric cipőbolt hálózat; Equitas Broker Rt.; Galéria Drink bár, 2015
- Corvinus Egyetem, Kulturális Központ és színházterem belsőépítészeti tervezése – 2017

## Fontosabb színházi díszlettervei
- Eugene O'Neill: Éjszakai portás (Eredeti cím: Hughie), Ódry Színpad, Budapest, Magyarország; 1978.10.28; Színház- és Filmművészeti Főiskola, Budapest, fordította: Ungvári Tamás; Pál Gábor[4]

- Samuel Beckett: Szöveg és zene, Az előadást rendezte: Ács János; Ódry Színpad, Budapest, 1978.10.28; Színház- és Filmművészeti Főiskola, Budapest, fordította: Tandori Dezső [5]
- Edward Albee Mese az állatkertről (Ódry Színpad, 1978)

Eredeti cím: The Zoo Story; Bemutató dátuma: 1978.10.28. Társulat: Színház- és Filmművészeti Főiskola, Budapest; Ódry Színpad, Budapest, Magyarország fordította: Elbert János rendező: Balogh Gábor díszlettervező: Selmeczi György
- Illyés Gyula Sorsválasztók

ősbemutató 1981.02.14., Pécsi Nemzeti Színház, Pécs; Pécsi Nemzeti Színház Kamaraszínháza, rendező: Sík Ferenc játékmester: Vitai András rendezőasszisztens: Kmetz Éva, rendezőasszisztens: Molnár István díszlettervező: Selmeczi György jelmeztervező: Vágvölgyi Ilona 
- Pállya István Ravaszy és szerencsés (Kőszegi Várjátékok, 1992)

Bemutató dátuma: 1992.07.23. Kőszegi Várszínház, Kőszeg rendező: Merő Béla, átdolgozta: Faragó Zsuzsa átdolgozta: Merő Béla rendező asszisztens: Szűcs István díszlettervező: Selmeczi György 
- Anton Pavlovics Csehov: Kurázsi mama (Miskolci N. Sz., 1993)

Eredeti cím: Mutter Courage und ihre Kinder; Bemutató dátuma: 1993.11.19 Társulat: Miskolci Nemzeti Színház, Miskolc, rendező: Telihay Péter koreográfus: Majoros István, fordította: Nemes Nagy Ágnes zenei szerkesztő: Dessau, Paul rendező asszisztens: Vágó Katalin dramaturg: Faragó Zsuzsa zenei vezető: Tóth Armand díszlettervező: Selmeczi György jelmeztervező: Zeke Edit 
- Anton Pavlovics Csehov Három nővér (Miskolci Nemzeti Sz., 1999)

Eredeti cím: Tri szesztri. Bemutató dátuma: 1998.12.04 Miskolci Nemzeti Színház, Miskolc, rendező: Schlanger András zenei szerkesztő: Tóth Péter rendező asszisztens: Sallai Rita díszlettervező: Selmeczi György jelmeztervező: Dienes Ágnes
- Anton Pavlovics Csehov Platonov (Szegedi Nemzeti Színház, 1999)

Eredeti cím: Platonov. Bemutató dátuma: 1999.03.12. Társulat: Szegedi Nemzeti Színház, Szeged; Színház: Szegedi Nemzeti Színház Kamaraszínháza, Szeged, rendező: Telihay Péter koreográfus: Topolánszky Tamás
Átdolgozta: Telihay Péter 
Fordította: Elbert János Rendező asszisztens: Harsányi Attila
Dramaturg: Faragó Zsuzsa
Díszlettervező: Menczel Róbert és Selmeczi György
Jelmeztervező: Zeke Edit
- Háy Gyula: Apassionata (Békéscsabai Jókai Színház, 1992)

Eredeti cím: Appassionata; bemutató dátuma: 1992.03.20; Békés Megyei Jókai Színház, Békéscsaba rendező: Vas-Zoltán Iván rendező asszisztens: Gáspár Erzsébet dramaturg: Zsótér Sándor, díszlet- és jelmezterv: Menczel Róbert tervezővel közösen Selmeczi György
- Kacsóh Pongrác: János Vitéz (daljáték) (Arany János Színház, 1992)

Szerző: Bakonyi Károly; rendező: Ács János; koreográfus: Juhász Anikó
Bemutató dátuma: 1992.03.15. Arany János Színház, Budapest; 
Alapszöveg írója: Petőfi Sándor
Zene: Kacsóh Pongrác; Dalszöveg: Heltai Jenő; rendezőasszisztens: Szabó Sipos Márta
Dramaturg: Vörös Róbert; Jelmeztervező: Csík György
Díszlettervező: Menczel Róbert és Selmeczi György 
- Richard Genée – Karl Haffner A denevér (Miskolci N. Sz., 2007. Operett Fesztivál Porto-Tores – Szardínia)

Eredeti cím: Die Fledermaus; Bemutató dátuma: 2007.11.30; Miskolci Nemzeti Színház, Miskolc, rendező: Halasi Imre koreográfus: Szamosi Judit
átdolgozta: Romhányi József zene: Johann Strauss rendező asszisztens: Radnai Erika zenei vezető: Philippe de Chalendar karmester: Váradi Katalin karmester: Philippe de Chalendar karvezető: Regős Zsolt koreográfus asszisztense: Kürti Zita jelmeztervező: Laczó Henriette
díszlettervező: Menczel Róbert és Selmeczi György 
- Kálmán Imre: Csárdáskirálynő (Szegedi Szabadtéri Játékok, 2007)

Díszlet: Menczel Róbert és Selmeczi György, rendezte: Alföldi Róbert

## Díjak, ösztöndíjak
- SZOT Képző- és Iparművészeti Ösztöndíj – 1985

## Fontosabb csoportos kiállítások
- 1985 SZOT Ösztöndíjasok kiállítása
- 2004 Művészetek Völgye[15]
- 2004 Chaos Galéria
- 2016 Kaposvári Egyetem – Oktatói munkák
- 2018 „Téralakítás szabad kézzel” Magyar belsőépítész egyesület tagjainak csoportos kiállítása. Pesti Vigadó VI. emeleti többcélú kiállítási terében 2018. június 2.–2018. július 29. A kiállítás szakmai lebonyolítója a Magyar Belsőépítész Közhasznú Egyesület, a kapcsolódó leporelló és a kiállítás szakmai támogatója a Magyar Művészeti Akadémia Iparművészeti és Tervezőművészeti Tagozata.[16][17][18][19][20]

## Fontosabb kiállítások
- Neumann János kiállítás[2][1]
- Éljen a szerelem – kiállítás az Operettben, 2015 November 17. Látványtervező: Selmeczi György és Herédi Győző[21]

## Tanulmányok, publikációk
- Kovács Győző–Selmeczi György: Neumann J. Egy géniusz ifjúkora. 4-5. old. – 2011 ISBN 978-963-7099-18-2 [31]
- Selmeczi György: A SZÍNHÁZ BELSŐ TEREI. Criticai Lapok 2015/07-08. szám
- Selmeczi György: PLATONOV VILÁGA Alföldi és Menczel színpadán. Criticai lapok (2014)
- Selmeczi György: A SZÍNHÁZ BELSŐ TEREI [32] 2014/7-8. szám
- Selmeczi György: PLATONOV VILÁGA Alföldi és Menczel színpadán[33]